# René Quantin
Ne doit pas être confondu avec René-Pierre Quentin.
René Quantin (Joinville, 3 février 1910 - Mort pour la France le 10 août 1944 à Mézières-sous-Ballon) est un militaire français, Compagnon de la Libération. Déjà engagé avant la guerre, il décide en 1940 de poursuivre le combat aux côtés de la France libre. Prenant part aux campagnes du Moyen-Orient et d'Afrique du Nord, il débarque en Normandie en 1944 et trouve la mort lors de la libération de la France.

## Biographie

### Jeunesse et engagement
René Quantin naît à Joinville, en Haute-Marne, le 3 février 1910. Tourneur sur métaux de profession, il décide en avril 1930 de s'engager dans l'armée. D'abord affecté au 3e régiment d'infanterie coloniale, il est l'année suivante muté au 21e régiment de tirailleurs algériens. Il quitte les rangs en 1935 et passe deux années dans le civil avant de se réengager, en 1937, au 2e régiment d'infanterie coloniale. Promu sergent en juillet 1938, il rejoint en février 1939 l'Afrique-Équatoriale française où il est affecté au bataillon de tirailleurs sénégalais en juin.

### Seconde Guerre mondiale
Après l'armistice du 22 juin 1940, René Quantin décide de poursuivre le combat. Le 28 août 1940, à la tête de certains de ces hommes, il participe au ralliement du Congo à la France libre. Le 7 octobre suivant, il est affecté au Bataillon de marche no 1 commandé par le chef de bataillon Raymond Delange. Il participe à la Campagne du Gabon puis est dirigé vers la Palestine où le bataillon de marche est incorporé à la 1re division légère française libre. Promu adjudant et mis à la tête d'une section en juin 1941, il prend part à la campagne de Syrie. Affecté au Tchad en septembre 1942 après avoir été promu adjudant-chef quatre mois plus tôt, René Quantin et son bataillon sont intégrés à la colonne Leclerc et partent combattre en Libye lors des campagnes du Fezzan et de Tripolitaine. Il prend ensuite part à la campagne de Tunisie en mai 1943 puis est envoyé au Maroc où il rejoint les rangs du régiment de marche du Tchad de la 2e division blindée de Leclerc. Affecté à la 6e compagnie du régiment commandée par le capitaine Langlois de Bazillac, il est entraîné avec l'ensemble de la division en vue du débarquement prévu en France. Le 20 mai 1944, René Quantin et son unité embarquent à Oran à destination de l'Écosse.
En août 1944, il débarque à Grandcamp-Maisy sur les plages de Normandie et son régiment dirigé vers le sud. Le 9 août, il atteint et traverse la rivière de la Sarthe. Le lendemain à Mézières-sous-Ballon, sur le pont de la Saunerie, alors qu'il appuie l'avancée de sa section, la compagnie le précédant tombe dans une embuscade. Alors qu'il organise la défense, son Half-Track est touché par un obus et prend feu. René Quantin meurt de ses blessures quelques instants plus tard. Il est inhumé dans cette même ville, rebaptisée depuis Mézières-sur-Ponthouin.

## Décorations
|  |  |  |  |  |  |
|  |  |  |  |  |  |
|  |  |  |  |  |  |

| Chevalier de la Légion d'honneur                                     | Chevalier de la Légion d'honneur                                     | Compagnon de la Libération                                           | Compagnon de la Libération                       | Médaille militaire                                   | Médaille militaire                                   |
| Croix de guerre 1939-1945                                            | Croix de guerre 1939-1945                                            | Médaille de la Résistance française Avec rosette                     | Médaille de la Résistance française Avec rosette | Médaille coloniale Avec agrafe "Fezzan-Tripolitaine" | Médaille coloniale Avec agrafe "Fezzan-Tripolitaine" |
| Médaille commémorative des services volontaires dans la France libre | Médaille commémorative des services volontaires dans la France libre | Médaille commémorative des services volontaires dans la France libre | Médaille commémorative de Syrie-Cilicie          | Médaille commémorative de Syrie-Cilicie              | Médaille commémorative de Syrie-Cilicie              |